# Lac de Nino
Lac de Nino – jezioro górskie na Korsyce, jedno z niżej położonych. Jednocześnie jeden z największych naturalnych zbiorników słodkowodnych na tej wyspie.

## Położenie
Leży w środkowo-zachodniej części wyspy, w departamencie Górna Korsyka, w północno-zachodniej części szeroko pojętego masywu Monte Rotondo. Położone jest w strefie wysokogórskiej, na wysokości 1743 m n.p.m., w górnej części doliny rzeki Tavignano, której źródłowy ciek przepływa przez jezioro. Leży 5,3 km na południowy zachód od szczytu Punta Artica (2327 m n.p.m.), u samych południowo-wschodnich podnóży przełęczy Boca à Stazzona (1765 m n.p.m.), znajdującej się w grzbiecie rozdzielającym doliny wspomnianego Tavignano oraz Golo.

## Charakterystyka
Lac du Nino jest jeziorem pochodzenia polodowcowego. Jest duże, a przy tym stosunkowo płytkie - maksymalna głębokość wynosi 12 m. Wypełnia najgłębsze obniżenie doliny, której dno jest w tym miejscu szerokie, zrównane i charakteryzuje się niewielkim spadem na dość długim odcinku, co dało mu nazwę plateau du Camputile.
Ma nieregularny kształt, o dłuższej osi usytuowanej w linii północny zachód – południowy wschód. Linia brzegowa mało urozmaicona, brzegi niskie, miejscami podmokłe, porośnięte roślinnością trawiastą. Zasilane jest wodą źródłowego odcinka rzeki Tavignano oraz kilku źródeł, istniejących na otaczających jezioro stokach. Jedynym ciekiem odwadniającym jezioro jest Tavignano.
W otoczeniu jeziora, zwłaszcza w dolinie Tavignano tuż powyżej misy jeziornej, występują spore połacie specyficznej formy torfowisk niskich, porośniętych roślinnością zielną i usianych licznymi, głębokimi oczkami wodnymi. W miejscowym nazewnictwie określa się je mianem pozzines.

## Turystyka
Jezioro, stosunkowo łatwo dostępne, jest licznie odwiedzane przez turystów. Wiedzie obok niego dalekobieżny pieszy szlak turystyczny GR 20, przebiegający całą Korsykę z północy na południe. Biwakowanie nad jeziorem jest zabronione.